# مارون لحام
مارون إلياس نعمة لحام (ولد في إربد، الأردن في 20 يوليو 1948) هو النائب البطريركي لبطريركية اللاتين في القدس منذ 2012 و حتى تقاعده في 2017.

## حياته
بدأ دراسته في المعهد الإكليريكي في بيت جالا في 1961 و حصل على شهادة البكالوريوس في الفلسفة واللاهوت عام 1972. في 24 يونيو 1972 سيم كاهنًا في القدس، بوضع يدي البطريرك جياكومو جوسيبي بلترتي. و قد شغل المناصب التالية:
- كاهنًا مساعدًا في المصدار في سلطنة عمان منذ 1972 إلى 1975.
- كاهنًا مساعدًا في رعية الفحيص، الأردن في عامي 1975 و 1976.
- كاهنًا مرسلًا في دبي، الإمارات العربية المتحدة منذ 1976 إلى 1979.
- كاهنًا في المصدار، سلطنة عمان منذ 1979 إلى 1981.
- كاهنًا لرعية مادبا، الأردن منذ 1981 إلى 1988.

بعد ذلك درس في جامعة اللاتران الحبرية في روما منذ 1988 و حصل على الدكتوراة في اللاهوت الرعوي والكرازة عام 1992. وعاد للقدس في نفس العام وعُين مديرًا عامًا لمدارس البطريركية اللاتينية في فلسطين إلى عام 1994. ثم عُين عميدًا لكلية الفلسفة واللاهوت التابعة للبطريركية اللاتينية في بيت جالا، و درّس اللاهوت الرعوي في بيت جالا و في المعهد السالزياني في دير كريمزان والمعهد التابع لحراسة الأراضي المقدسة في القدس.
في 5 سبتمبر 2005 سماه البابا بندكت السادس عشر أسقفا لمدينة تونس ومقره كاتدرائية العاصمة. و في 22 مايو ارتقى إلى رتبة رئيس أساقفة بعد أن صارت أسقفية تونس أسقفية رئيسية.
و في 19 يناير 2012 عيّنه البابا بندكت السادس عشر أسقفًا مساعدًا و نائبًا بطريركيًا في عمّان خلفًا للمطران سليم الصائغ.
و يتحدث المطران مارون العربية و الإنجليزية و الفرنسية و الإيطالية بطلاقة.

## تقاعده
تقاعد المطران مارون اللحام في 6 فبراير 2017 بعد أن قدم استقالته للمطران بييرباتيستا بيتسابالا و خلفه المطران وليم حنا شوملي.

## أعماله
نشر المطران مارون اللحام أربع رسائل رعوية هي:
1. بعد مرور سنة (تونس 2006).
2. دور العلمانيين في الكنيسة (تونس 2008).
3. كلمة الله (تونس 2009).
4. ها أنا أصنع كل شيء جديدًا (تونس 2011).

و قد كتب وترجم كتبًا ومقالات عدة، وألقى محاضرات حول التعليم المسيحي للبالغين والروحانية المسيحية والسلام في الأرض المقدسة وأهمية القدس بالنسبة للديانات التوحيدية الثلاث والحوار بين الأديان والقراءة الربانية وعلم الاسرار والأنثروبولوجيا المسيحية وتاريخ البطريركية اللاتينية.